# 杭州市人民政府
杭州市人民政府是中华人民共和国杭州市的地方行政机构，驻上城区解放东路18号（邮编：310026），即市民中心。

## 组织机构

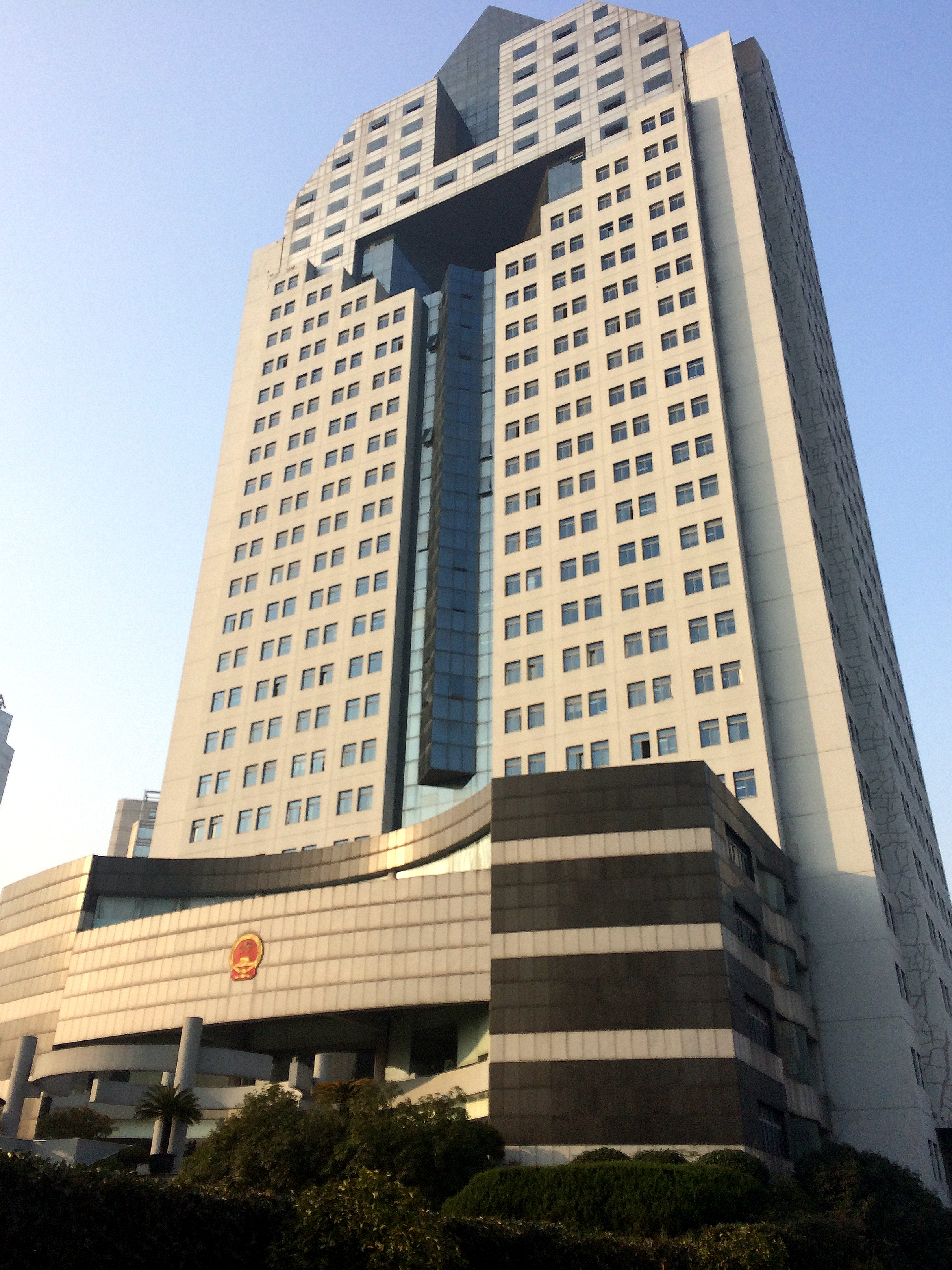
杭州市人民政府搬迁前的驻地大楼，位于拱墅区环城北路318号，现浙江省行政中心二号院

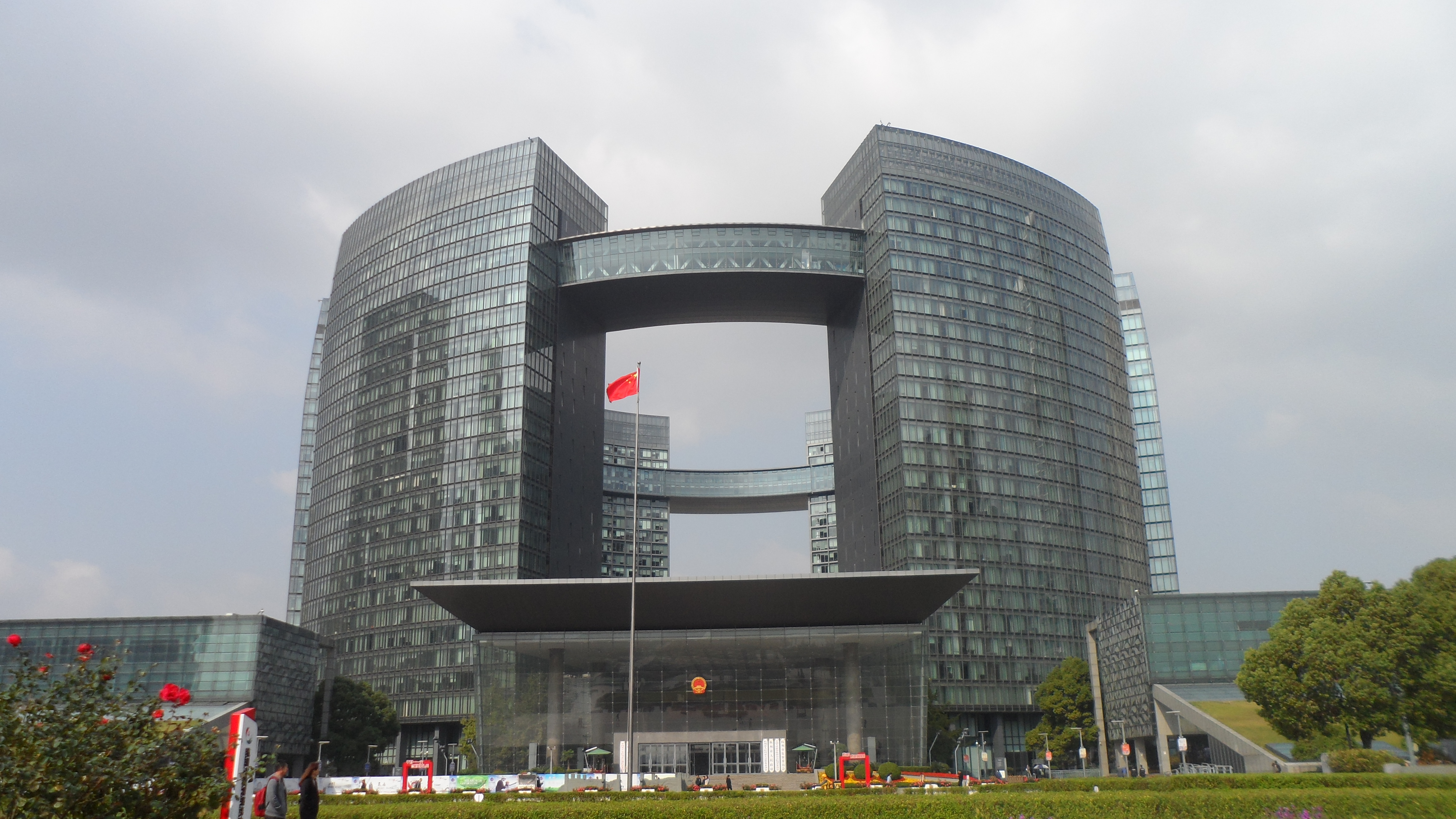
杭州市人民政府单位驻地于2016年11月1日搬迁至位于钱江新城的杭州市民中心

### 政府机构
市政府办公厅、市发改委、市经信局、市教育局、市科技局、市民族宗教局、市公安局、市民政局、市司法局、市财政局、市人社局、市规自局、市生态局、市城乡建委、市住管局、市园文局、市交通局、市林水局、市农业农村局、市商务局、市文广旅游局、市卫健委、市退役局、市应急局、市审计局、市外办、市国资委、市市场监管局、市体育局、市统计局、市医保局、市综合执法局、市国动办、市研究室、市数据局、市投资局

### 有关机构
市审管办、市交易管理办（两者合署办公）、杭州西湖风景名胜区管理委员会、杭州市钱江新城建设管理委员会、杭州住房公积金管理中心、杭州市消防救援支队、市气象局、国家统计局杭州调查队、杭州城西科创大走廊管理委员会

### 其他单位
国网杭州电力公司、市供销社、杭州文广集团、市贸促会、市残联、市邮政公司、市烟草局、市国安局、杭州电信公司、杭州移动公司、杭州联通公司、市科协、市农科院
1. ↑  加挂杭州市对口支援和区域合作局牌子
2. ↑  加挂杭州市数字经济局牌子
3. ↑  加挂杭州市乡村振兴局牌子
4. ↑  加挂杭州自贸片区管委会、杭州市粮食和物资储备局牌子
5. ↑  加挂杭州市人民政府港澳事务办公室（市港澳办）、杭州市人民对外友好协会牌子
6. ↑  加挂杭州市知识产权局牌子
7. ↑  加挂杭州市社会经济调查队牌子
8. ↑  加挂杭州市城市管理局（市城管局）、杭州市综合行政执法指导办公室牌子
9. ↑  加挂杭州市人民防空办公室（市人防办）牌子
10. ↑  加挂杭州市人民政府参事室（市参事室）牌子
11. ↑  加挂杭州市三江汇未来城市建设管理委员会牌子
12. ↑  加挂中国国际商会杭州商会牌子

## 历史
- 1949年5月24日，杭州市人民政府成立，驻址位于圣塘路杨公祠（今湖滨路北段）。1949年5月25日，发布第一号通告，并任命谭震林为杭州市市长、张劲夫为副市长。
- 1956年2月6日，杭州市委、市政府迁至将军路1号 (1983年改为人民路28号)，建筑面积7.05万平方米。
- 1987年，杭州市政府综合办公楼（现延中大楼）建成并投入使用，建筑面积约2.7万平方米。杭州市政府综合办公楼也成为改革开放后第一代综合型办公楼的代表(杭州市委、市政府办公驻地仍在人民路28号）。
- 1993年3月1日，杭州市人民政府新办公大楼正式开工建设，选址在环城北路318号，1995年5月1日基本竣工，大楼总建筑面积5.36万平方米。
- 1995年12月11日，杭州市政府新办公大楼正式启用。
- 2003年7月1日，杭州市民中心开工建设。
- 2016年10月，经国务院批准和浙江省人民政府批复同意，杭州市人民政府驻地由拱墅区环城北路318号迁至上城区(原江干区）解放东路18号杭州市民中心。